# Onet-le-Château
Onet-le-Château település Franciaországban, Aveyron megyében. Lakosainak száma 12 062 fő (2022. január 1.). Onet-le-Château Druelle Balsac, La Loubière, Rodez, Sainte-Radegonde, Salles-la-Source, Sébazac-Concourès, Balsac és Druelle községekkel határos.

## Népesség
A település népességének változása:
| Lakosok száma | 1515 | 6391 | 9705 | 10 418 | 11 068 | 11 604 | 12 525 | 11 659 | 11 797 | 12 062 |
|               | 1962 | 1975 | 1990 | 2006   | 2011   | 2013   | 2016   | 2018   | 2020   | 2022   |